# Hymenolaena
Hymenolaena é um género de plantas com flores pertencentes à família Apiaceae.
A sua área de distribuição nativa é do Afeganistão à Ásia Central e aos Himalaias ocidentais
Espécies:
- Hymenolaena badachschanica Pissjauk.
- Hymenolaena candollei DC.
- Hymenolaena polyphylla Rech.f.